# Ейдън Инглиш
Матю „Мат“ Реуолд (роден на 7 октомври 1987) в американски професионален кечист.
Работи с WWE, където се бие под сценичното име Ейдън Инглиш. Женен е за професионалната кечистка Шаул Гереро, дъщеря на Вики и Еди Гереро.

## Шампионски титли и отличия
- Pro Wrestling Illustrated
  - PWI го класира като № 207 от 500 индивидуални кечисти в PWI 500 през 2014[7]
- WWE NXT
  - Отборен шампион на NXT (1 път) – със Саймън Гоч